# Queen of the Moulin Rouge
Queen of the Moulin Rouge er en amerikansk stumfilm fra 1922 af Ray C. Smallwood.

## Medvirkende
- Martha Mansfield som Rosalie Anjou
- Joseph Striker som Tom Richards
- Harry Harmon som Louis Rousseau
- Fred T. Jones som Jules Riboux
- Jane Thomas som Gigolette
- Tom Blake som Moozay
- Mario Carillo som Albert Lenoir